# 루벤 페레스
루벤 살바도르 페레스 델 마르몰(Rubén Salvador Pérez del Mármol, 1989년 4월 26일~ )는 파나티나이코스에서 뛰는 스페인의 축구 선수이다.
== 수상 ==그리스 컵 :2021/2022
UEFA U21 청소년 챕피언쉅 : 2011